# Koudougou
Koudougou je grad u Burkini Faso središte Centralno-zapadne regije.

## Zemljopis
Grad je smješten na platou oko 100 km zapadno od Ouagadougoua, glavnog grada Burkine Faso. Nalazi se na željezničkoj prugi, koja je važna za razvoj grada, a vodi do Abidjana u Obala Bjelokosti.

## Stanovništvo
Prema podacima iz 2012. godine u gradu živi 91.981 stanovnik, te je četvrti po veličini grad u državi nakon Ouagadougoua, Bobo Dioulassoa i Banfora. Urbano područje prostire se na 15 km ² te 15 sela koja su priključena gradu. Naseljen je uglavnom narodom Mossi.
- Kretanje broja stanovnika[2]

| godina       | 1936.  | 1952. | 1960.  | 1970.  | 1985.  | 1990.  | 1995.  | 2006.  | 2011.  |
| stanovništvo | 15.920 | 8.700 | 25.000 | 31.000 | 51.670 | 62.000 | 73.300 | 88.184 | 91.981 |

## Gradovi prijatelji
- Francuska, Dreux 1972.
- Njemačka, Melsungen 1992.
- Ujedinjeno Kraljevstvo, Evesham 1992.
- Italija, Todi 2004.

### Ostali projekti
|  | Zajednički poslužitelj ima još gradiva o temi Koudougou |